# Урош Матич
Урош Матич (серб. Урош Матић / Uroš Matić, нар. 23 травня 1990, Шабаць) — сербський футболіст, півзахисник клубу АПОЕЛ.
Виступав, зокрема, за клуб «Кошиці», а також молодіжну збірну Сербії.
Володар Кубка Данії.

## Клубна кар'єра
Народився 23 травня 1990 року в місті Шабаць.
У дорослому футболі дебютував 2009 року виступами за команду «Кошиці», в якій провів чотири сезони, взявши участь у 73 матчах чемпіонату.
Згодом з 2013 по 2019 рік грав у складі команд «Бенфіка Б», «НАК Бреда», «Штурм» (Грац), «Копенгаген» та «Аустрія» (Відень).
До складу клубу АПОЕЛ приєднався 2019 року. Станом на 8 березня 2020 року відіграв за нікосійську команду 19 матчів в національному чемпіонаті.

## Виступи за збірні
У 2009 році дебютував у складі юнацької збірної Сербії (U-19), загалом на юнацькому рівні взяв участь у 7 іграх.
У 2010 році залучався до складу молодіжної збірної Сербії. На молодіжному рівні зіграв в одному офіційному матчі.

## Титули і досягнення
- Володар Кубка Данії (1):

«Копенгаген»: 2016-2017